# Nacionalidad finlandesa

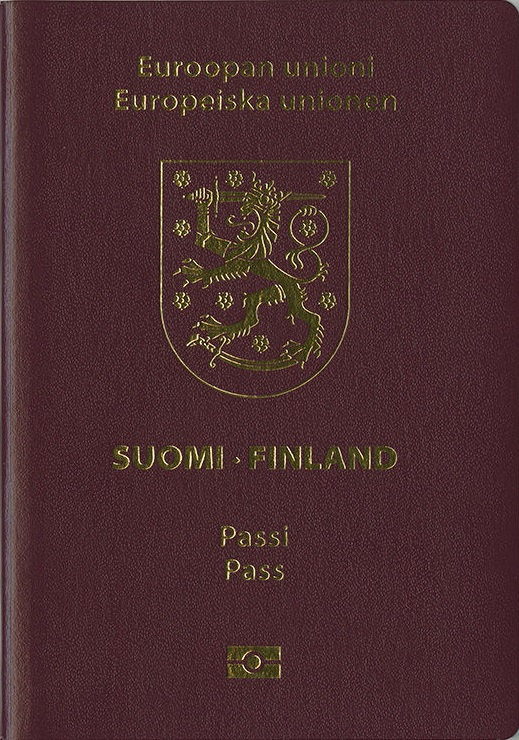
Pasaporte biométrico finlandés

La nacionalidad o ciudadanía finlandesa es el vínculo jurídico que liga a una persona física con la República de Finlandia y que le atribuye la condición de ciudadano. La ley de esta nacionalidad se basa en el concepto jurídico de ius sanguinis (derecho de sangre). En otras palabras, ser hijo de al menos un ciudadano finlandés es el método principal para adquirir la ciudadanía. Sin embargo, para muchos propósitos prácticos, los conceptos de domicilio municipal y domicilio en Finlandia son igual de importantes que la ciudadanía en lo que respecta a la relación entre un individuo y las autoridades finlandesas. 
El Servicio de Inmigración decide sobre la adquisición, retención y pérdida de la ciudadanía. La ley de nacionalidad más reciente entró en vigor el 1 de junio de 2003 y fue modificada varias veces después de esa fecha. Todos los ciudadanos finlandeses son automáticamente ciudadanos de la Unión Europea.

## Adquisición

### Por nacimiento en Finlandia
En general, el nacimiento en Finlandia no confiere en sí mismo la ciudadanía finlandesa, ya que la ley de nacionalidad de este país se basa en el principio de ius sanguinis. Sin embargo, se hacen excepciones para los siguientes grupos de personas:
- Los niños expósitos encontrados en Finlandia. Se presume que son ciudadanos finlandeses hasta que se demuestre lo contrario. Sin embargo, si se determina que el niño es ciudadano de un Estado extranjero solo después de haber cumplido los cinco años, puede conservar su nacionalidad finlandesa;
- Los niños apátridas nacidos en Finlandia, los cuales no pueden adquirir de sus padres la nacionalidad de otro país;
- Los niños nacidos en Finlandia de padres que tienen la condición de refugiados o se benefician de otra forma de protección frente a las autoridades de su país de origen, y dichos niños no pueden adquirir la nacionalidad del país de sus padres sin la asistencia de las autoridades del mismo. Si solo uno de los padres goza de tal protección, la nacionalidad finlandesa solo se otorga al niño si este no puede heredar la nacionalidad del otro progenitor que no posee esta protección; y
- Los niños nacidos en Finlandia de padres de nacionalidad desconocida se consideran de nacionalidad finlandesa. Lo mismo se aplica a un niño nacido en Finlandia fuera del matrimonio cuya nacionalidad de la madre se desconoce. Si la nacionalidad de los padres se determina posteriormente, el menor adquirirá tal ciudadanía, a menos que para ese momento ya haya cumplido los 5 años (en este caso, puede mantener la ciudadanía finlandesa).

El nacimiento en Finlandia se equipara con el nacimiento en un barco o avión de bandera finlandesa en el territorio de un Estado extranjero o en un territorio internacional.

### Por ascendencia
Un niño adquiere la ciudadanía finlandesa por ius sanguinis al nacer en los siguientes casos:
- La madre es ciudadana finlandesa;
- El padre es ciudadano finlandés y está casado con la madre del niño;
- El padre es ciudadano finlandés, el niño nació en Finlandia fuera del matrimonio y se ha establecido la paternidad antes que el menor cumpla 18 años o contraiga matrimonio;[2]
- El padre falleció antes de que nazca el niño, pero al momento de su muerte era ciudadano finlandés y estaba casado con la madre de este;
- El padre falleció antes de que nazca el niño, pero al momento de su muerte era ciudadano finlandés, el niño nació en Finlandia fuera del matrimonio y se estableció la paternidad de su padre antes que el menor cumpla 18 años o contraiga matrimonio;[2]
- La madre no biológica es ciudadana finlandesa, el niño nació en Finlandia y la maternidad de esta madre ha quedado establecida del 1 de abril de 2019 en adelante, antes que el menor cumpla 18 años o contraiga matrimonio;[3][2] o
- La madre no biológica falleció antes de que nazca el niño, pero al momento de su muerte era ciudadana finlandesa, el niño nació en Finlandia y la maternidad de esta madre ha quedado establecida del 1 de abril de 2019 en adelante, antes que el menor cumpla 18 años o contraiga matrimonio.

Un niño que no ha adquirido la ciudadanía finlandesa de conformidad con lo anterior, o que no la ha adquirido mediante declaración, puede adquirirla cuando sus padres se casen entre sí. Si se ha establecido la paternidad y el padre sigue siendo ciudadano finlandés, el niño adquirirá la ciudadanía a partir de la fecha del matrimonio de sus padres. Si la paternidad se establece después de esto y el padre sigue teniendo la nacionalidad finlandesa, el niño adquirirá la ciudadanía en la fecha en la que se establezca la paternidad. Si el padre falleció después del matrimonio y era ciudadano finlandés al momento de su muerte, el niño adquiere la ciudadanía a partir de la fecha de confirmación de la paternidad.

### Por adopción
Un niño extranjero menor de 12 años que haya sido adoptado y que al menos uno de los padres adoptivos sea ciudadano finlandés, adquiere automáticamente la ciudadanía finlandesa si la adopción es reconocida como válida en Finlandia. Una oficina de registro local inscribirá la ciudadanía finlandesa del niño en el registro de población.
Si la decisión de adopción se tomó antes del 1 de junio de 2003, el niño adoptado menor de 12 años podía solicitar la ciudadanía mediante declaración. La solicitud podía realizarse hasta el 31 de mayo de 2008.
Si el niño adoptado es mayor de 12 años pero menor de 18, puede solicitar la ciudadanía por declaración.

### Por naturalización

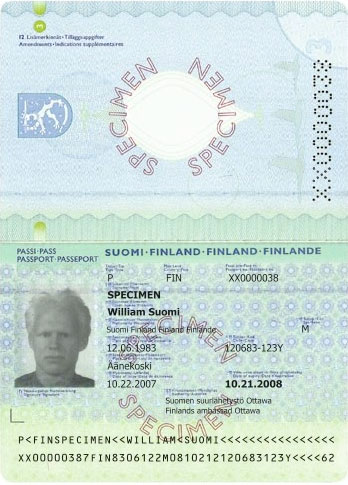
Muestra del interior de un pasaporte finlandés

Una persona extranjera puede obtener la nacionalidad finlandesa por naturalización (también conocida como ciudadanía por solicitud) si cumple con ciertos requisitos, que incluyen:
- Acreditar de forma fidedigna su identidad;[4]
- Tener al menos 18 años o ser menor de esa edad pero estar casado;
- Tener domicilio en Finlandia y haber residido habitualmente allí durante:

1. Los últimos cinco años de forma continua (período de residencia ininterrumpida); o
2. Un total de siete años de residencia desde los 15 años de edad, incluyendo los últimos dos con residencia ininterrumpida (período de residencia acumulada);

- No haber cometido delitos o solo haber cometido delitos cuya pena más severa sea una multa y no tener prohibido acercarse a una persona (requisito de integridad);
- Estar al corriente del pago de, por ejemplo, impuestos, multas, cuotas de manutención de hijos menores y gastos hospitalarios;[4]
- Acreditar su forma de obtener medios de subsistencia en Finlandia; y
- Tener competencia oral y escrita satisfactoria en finés o sueco, o tener un conocimiento equivalente en lenguaje de señas finlandés o suecofinlandés (requisito de dominio del idioma).

Sin embargo, no se puede adquirir la nacionalidad si:
- Se sospecha que la naturalización puede comprometer la seguridad del Estado o el orden público;
- El objetivo del solicitante es únicamente beneficiarse de las ventajas derivadas de la nacionalidad sin tener la intención de establecerse en Finlandia; o
- Si la naturalización entra en conflicto con los intereses del Estado por alguna otra razón sobre la base de una consideración general de la situación del solicitante.

Las autoridades tienen derecho a rechazar una solicitud de ciudadanía por naturalización, incluso si se cumplen los requisitos.

#### Exención de ciertos requisitos
El requisito de residencia no se aplica si el solicitante:
- Tiene vínculos estrechos con Finlandia sobre la base de una estancia legal y de larga duración en el país u otra razón comparable; y
- Ha residido en Finlandia durante los últimos dos años sin interrupción.

Además, es una condición que:
- Sea excesivamente difícil realizar el trabajo permanente y de tiempo completo del solicitante en Finlandia sin la ciudadanía de este país;
- El solicitante, sin su propia culpa, haya sido considerado un ciudadano finlandés erróneamente durante al menos diez años debido a un error de una autoridad finlandesa que ha tenido como resultado una consecuencia significativa relacionada con los derechos u obligaciones de un ciudadano finlandés; o
- De lo contrario, existe una razón muy convincente para prescindir del requisito de residencia.

El requisito de dominio del idioma no se aplica si:
- Es excesivamente difícil realizar el trabajo permanente y de tiempo completo del solicitante en Finlandia sin la ciudadanía finlandesa;
- El solicitante tiene 65 años o más y tiene estatus de refugiado, estatus de protección subsidiaria o un permiso de residencia en Finlandia sobre la base de protección humanitaria;[nota 1]
- El solicitante no puede cumplir con el requisito de dominio del idioma debido a su estado de salud o discapacidad sensorial o del habla;[nota 2] o
- De lo contrario, existe una razón muy convincente para prescindir del requisito de dominio del idioma.

A un extranjero se le puede otorgar la ciudadanía finlandesa a pesar de no poder cumplir con el requisito de integridad si existe una razón justificada para prescindir del cumplimiento del mismo sobre la base de una evaluación integral de la situación del solicitante. Una sentencia dictada en el extranjero también puede tenerse en cuenta en la evaluación si el acto por el que se ha impuesto la sentencia hubiera sido un delito penal según la legislación finlandesa en circunstancias similares.
El requisito de integridad tiene como objetivo evitar que los delincuentes adquieran la nacionalidad finlandesa. Este requisito se interpreta de manera amplia, incluso un delito que no ha sido condenado puede ser tenido en cuenta. En ausencia de otras condenas, las multas fijas no influyen en la adquisición de la nacionalidad. Si es necesario, el Servicio de Inmigración puede imponer un período de prueba para presentar una solicitud de naturalización. Durante este período, no se permite ninguna condena penal. Si se rechaza una solicitud de ciudadanía por no cumplir con el requisito de integridad, se le puede conceder al solicitante un período de espera durante el cual no se naturalizará sin una razón válida. La concesión de la ciudadanía durante o después del período de espera requiere una nueva solicitud, en cuyo caso se revaloriza el cumplimiento de las condiciones para la concesión de la ciudadanía.

#### Reducción del requisito de residencia
Un período de cuatro años de residencia ininterrumpida, o durante un total de seis años después de cumplir los 15 años, incluyendo los últimos dos años sin interrupción, es suficiente para adquirir la nacionalidad si el solicitante:
- Cumple con el requisito de dominio del idioma y tiene estrechos vínculos con Finlandia;
- Es el cónyuge o viudo de un ciudadano finlandés y han convivido juntos durante al menos tres años; o
- Tiene la condición de refugiado en Finlandia, goza de protección internacional o es apátrida contra su voluntad.

Los exciudadanos finlandeses y los ciudadanos de otros países nórdicos solo deben tener al menos dos años de residencia continua en Finlandia.

#### Niños
Un niño puede adquirir la nacionalidad finlandesa al mismo tiempo que la persona que tiene la patria potestad si esta última adjunta una solicitud relativa a este niño a su propia solicitud de naturalización. El niño solo puede adquirir la nacionalidad solicitando la naturalización presentada por la persona que tiene la patria potestad o por su tutor si:
- La persona solicitante es de nacionalidad finlandesa y el niño vive con él o ella; o
- De lo contrario, existe una razón de peso para la naturalización en el interés superior del niño.

Es la edad del niño la que determina las condiciones necesarias para la naturalización:
- A un niño menor de 15 años se le puede otorgar la ciudadanía finlandesa si, en el momento de decidir la solicitud, su residencia y hogar reales se encuentran en Finlandia. En este caso, no se aplican los requisitos de residencia y dominio del idioma.

- En caso de que el niño ya haya cumplido los 15 años, se le puede conceder la ciudadanía si en el momento de decidir la solicitud su residencia y hogar reales han estado en Finlandia durante los últimos cuatro años sin interrupción o por un total de seis años después de cumplir los 7 años, incluyendo los últimos dos años sin interrupción. Si el niño es un exciudadano finlandés o ciudadano de otro país nórdico, la condición para aprobar la solicitud es un período de residencia de dos años.

### Por declaración
La declaración es un método más sencillo para adquirir la ciudadanía. Si se cumplen los requisitos legales, debe concederse.
Las categorías de personas elegibles para la ciudadanía por declaración incluyen:

#### Extranjeros cuyo padre o cuya madre no biológica sean ciudadanos finlandeses
Un extranjero que no haya adquirido la ciudadanía finlandesa por ascendencia, puede obtenerla por declaración si, en el momento de su nacimiento, su padre o su madre no biológica tenía la nacionalidad finlandesa y el solicitante:
- Nació en Finlandia y la paternidad o maternidad no se confirmó hasta que cumplió los 18 años o se casó antes de haber cumplido esa edad; o
- Nació en el extranjero y se ha confirmado la paternidad o maternidad.

#### Niños adoptados mayores de 12 años
Si un niño extranjero ha cumplido 12 años antes de la adopción, adquiere la ciudadanía finlandesa tras la declaración si al menos uno de los padres adoptivos es ciudadano finlandés y la adopción es válida en Finlandia.

#### Jóvenes residentes en Finlandia
Las personas extranjeras de entre 18 y 22 años pueden adquirir la ciudadanía finlandesa mediante declaración si cumplen con los siguientes requisitos:
- Haber residido en Finlandia por un total de diez años (incluyendo dos años de residencia continua); o
- Haber nacido en Finlandia (o, con ciertas restricciones, haber vivido en otro país nórdico) y haber residido allí durante al menos seis años; y
- No haber sido condenado a prisión.

La residencia en otro país nórdico antes de los 16 años cuenta como residencia en Finlandia (hasta un máximo de cinco años). Para los hombres en el grupo de edad de 18 a 23 años, obtener la ciudadanía significa ser responsable del servicio militar. No obstante, se puede solicitar la exención del servicio militar finlandés si la persona quiere cumplir con el servicio militar en el país de su otra ciudadanía.
Además, durante un estado de emergencia, un ciudadano o exciudadano de un Estado enemigo no puede adquirir la nacionalidad finlandesa.

#### Exciudadanos finlandeses
Una persona que haya perdido la nacionalidad finlandesa puede volver a adquirirla mediante declaración, siempre que la privación de la misma no se deba al suministro de información falsa a las autoridades, delitos de traición, terrorismo o cancelación del vínculo de filiación paterno o materno.

#### Ciudadanos de países nórdicos
Los ciudadanos de otros países nórdicos (Dinamarca, Islandia, Noruega y Suecia) que tengan por lo menos 18 años, pueden adquirir la ciudadanía finlandesa mediante declaración si cumplen con los siguientes requisitos:
- El solicitante no debe ser un ciudadano naturalizado de ese país; y
- Haber residido durante al menos cinco años consecutivos en Finlandia inmediatamente antes de la presentación de la declaración de nacionalidad, siempre que esta persona no haya estado sujeta a una sentencia a prisión durante este tiempo.

Un ciudadano de un país nórdico que no sea elegible para la ciudadanía por declaración, puede ser elegible para la ciudadanía por solicitud.

## Derecho de domicilio provincial en las islas Åland
Las personas de la provincia autónoma finlandesa de Åland tienen derecho de domicilio provincial  además de su ciudadanía nacional. El derecho de residencia da a los alandeses el derecho a poder comprar y poseer bienes raíces, abstenerse del servicio militar nacional, votar y ser elegidos como miembro del Parlamento de Åland y también establecer un negocio en las islas. Los finlandeses corrientes sin derecho de domicilio no tienen ninguno de estos derechos en Åland. 
Los finlandeses comunes pueden obtener el derecho de domicilio en Åland después de haber vivido en las islas durante al menos cinco años y demostrar un conocimiento satisfactorio del idioma sueco. Los habitantes de Åland pierden su derecho de domicilio después de vivir fuera de las islas durante al menos cinco años, o al perder su ciudadanía finlandesa. Los ciudadanos extranjeros pueden obtener el derecho de domicilio en las islas Åland al obtener la ciudadanía finlandesa, si cumplen los requisitos del derecho de domicilio.

## Domicilio municipal y registro
La ley finlandesa concede varios derechos, por ejemplo, servicios sociales, franquicia municipal y educación sobre la base del domicilio municipal. El concepto de domicilio municipal se basa en la residencia y está ligado a la ciudadanía nacional solo débilmente. Sin embargo, la legislación de naturalización se refiere varias veces al domicilio municipal como requisito para naturalizarse.

### Registro en el domicilio municipal
Como regla principal, una persona tiene su domicilio en su lugar de residencia. Un recién nacido tiene su domicilio en el municipio de su madre. Si una persona tiene varias residencias, su domicilio será el lugar con el que tenga más vínculos (trabajo, familia, etcétera). Si no ha sido posible determinar la percepción propia de una persona sobre su municipio de origen, las autoridades del registro determinarán el domicilio de esta persona.
Una persona que sale del país para permanecer en el extranjero por más de un año, pierde inmediatamente el domicilio municipal. No obstante, se hacen excepciones para las personas que mantengan estrechos vínculos con Finlandia o que trabajen como diplomáticos, misioneros o trabajadores humanitarios.
Los ciudadanos finlandeses y de otros países miembro del Espacio Económico Europeo tienen su domicilio en sus lugares de residencia inmediatamente si se mudan al país desde el extranjero. Los extranjeros están domiciliados si tienen un permiso de residencia permanente o si son miembros de la familia de una persona domiciliada en Finlandia. Otros extranjeros están domiciliados si tienen un permiso de residencia temporal de al menos un año y los motivos de su estancia apuntan a que podrían permanecer en el país. Los familiares de una persona con domicilio municipal también están domiciliados en el municipio si viven juntos. Todos los extranjeros con domicilio municipal también deben registrarse en la base de datos nacional de población.
Al mudarse, el domicilio de la persona no cambiará si la mudanza ha sido causada por:
- Trabajo temporal, estudio, enfermedad u otra razón similar que no durará más de un año;
- Atención en un hospital, sanatorio, hogar de ancianos, asilo, etcétera;
- Ser marinero profesional;
- Detención en una penitenciaría;
- Pertenencia al Parlamento nacional, Consejo de Estado, Parlamento Europeo o un puesto de confianza pública; o
- Desempeño en el servicio militar o civil.

Cualquier persona domiciliada en Finlandia está obligada a informar a la oficina de registro sobre la mudanza permanente o temporal dentro de los siete días posteriores al haberse efectuado la misma. Además, las personas que se mudan de una residencia sin tener una nueva dirección deben informar el cambio. La falta de notificación de movimientos se sanciona con una multa administrativa de 50 euros.

### Efectos del domicilio municipal
El principal derecho político ligado al domicilio municipal es el sufragio municipal. Los ciudadanos finlandeses y de otros países nórdicos tienen derecho de voto municipal y elegibilidad en el municipio donde tenían domicilio 51 días antes del día de las elecciones. Otros extranjeros tienen sufragio municipal si han tenido domicilio municipal finlandés durante los últimos dos años. Administrativamente, el domicilio municipal es uno de los factores más importantes para determinar la jurisdicción de las distintas autoridades estatales sobre una persona.
El impuesto municipal y eclesiástico son los deberes más importantes en función del domicilio municipal. Durante el año natural, la persona tributa en el municipio donde tenía su domicilio el 31 de diciembre del año anterior. Si la persona pertenece a la Iglesia evangélica luterana de Finlandia o a la Iglesia ortodoxa finlandesa, pertenece también a la parroquia de su domicilio y paga el impuesto eclesiástico en la parroquia del domicilio del 31 de diciembre del año anterior. Otro deber ligado al domicilio municipal es el de aceptar un cargo en la junta municipal, en el caso de que el consejo municipal elija a la persona para una junta.
El domicilio municipal otorga también derechos distintos de los políticos. Los municipios brindan la mayoría de los servicios sociales y de salud a sus residentes, mientras que las personas no domiciliadas en el municipio gozan de mucha menos protección. Además de los servicios sociales y de salud, el domicilio municipal puede ceder otros derechos algo menos importantes relacionados con los recursos naturales. En el área de lagos (en los lagos principales) e islas lacustres de propiedad estatal, todas las personas domiciliadas en municipios junto al lago están facultadas para cazar. Lo mismo se aplica a las tierras de propiedad estatal en el norte de Finlandia, donde las personas domiciliadas allí pueden cazar en los bosques de propiedad estatal de su municipio de origen. Otra peculiaridad septentrional del domicilio municipal es la propiedad de renos, que está restringida a los ciudadanos del Espacio Económico Europeo domiciliados en los municipios de la región de cría de renos.

### Domicilio en Finlandia
Con respecto a las protecciones sociales proporcionadas por el Estado finlandés en lugar de los municipios, la base de elegibilidad para las prestaciones y subvenciones es el domicilio en Finlandia. Entre esas protecciones sociales se encuentran, por ejemplo, la paga por licencia por maternidad y paternidad, subsidio por hijos, prestaciones por desempleo y otras formas de seguro social.
Aunque está redactada de manera similar, la definición utilizada no es exactamente la misma que para la determinación del domicilio municipal. En particular, el domicilio municipal por sí solo no convierte a un extranjero o ciudadano finlandés en domiciliado en Finlandia. El domicilio en Finlandia requiere una residencia real y un hogar en Finlandia, así como una presencia física permanente y continua en el país. Esto se aplica tanto a los extranjeros como a los nacionales. Las personas que se mudan a Finlandia pueden considerarse domiciliadas en Finlandia inmediatamente si realmente tienen la intención de permanecer en el país. Esto significa que ni siquiera un ciudadano finlandés que se muda a Finlandia tiene garantizados los beneficios sociales estatales inmediatamente después de la entrada, a menos que pueda demostrar que tiene la intención de quedarse.
Por otro lado, el concepto de «domicilio en Finlandia» permite más consideración que la definición mecanicista de domicilio municipal. Los estudiantes, misioneros, académicos, científicos, trabajadores humanitarios, funcionarios de organizaciones internacionales y empleados de empresas finlandesas, así como sus familiares, pueden conservar su domicilio en Finlandia de forma indefinida, incluso si pierden su domicilio municipal. Sin embargo, la Kela, que determina el estado del domicilio, tiene un amplio margen para juzgar las circunstancias de las personas.
Un extranjero con domicilio municipal y domicilio en Finlandia disfruta de todos los servicios sociales y de salud que se brindan a los ciudadanos finlandeses.

## Pérdida de la ciudadanía
Aunque se permite la doble ciudadanía, un ciudadano finlandés que sea ciudadano de otro país perderá la ciudadanía finlandesa a los 22 años, a menos que tenga lazos suficientemente estrechos con Finlandia.
Las personas con vínculos estrechos son:
- Nacidos en Finlandia y domiciliados allí en su cumpleaños número 22;
- Quienes residieron en Finlandia u otro país nórdico durante al menos siete años;
- Quienes solicitaron o se les expidió un pasaporte o documento de identidad finlandés entre las edades de 18 y 21;
- Quienes hayan realizado o estén realizando en Finlandia el servicio militar, el servicio civil o el servicio militar voluntario para mujeres entre las edades de 18 y 21;
- Quienes han presentado una declaración de conservación de la ciudadanía finlandesa entre las edades de 18 y 21 a las autoridades competentes en Finlandia o a una misión diplomática de dicho país en el extranjero (no se requiere la renuncia a la ciudadanía extranjera); o
- Quienes adquirieron la nacionalidad finlandesa mediante solicitud o declaración.

Los ciudadanos finlandeses también pueden perder la ciudadanía voluntariamente si solicitan formalmente un permiso para renunciar a ella. Con el fin de prevenir la apatridia, solo se puede renunciar a la ciudadanía finlandesa si la persona demuestra que posee o está por adquirir la ciudadanía de otro país. Además, la solicitud no se acepta si el solicitante tiene su domicilio en Finlandia o si la misma se hace para evitar obligaciones derivadas de la nacionalidad finlandesa.
Un niño puede perder la nacionalidad finlandesa si la adquirió a través del padre o la madre no biológica y esta paternidad o maternidad quedó revocada. Una filiación paterna establecida como resultado del matrimonio entre la madre y el padre puede ser anulada si se presenta una solicitud de anulación antes de que el niño cumpla los cinco años. Si la filiación se ha establecido mediante el reconocimiento de la paternidad, el niño pierde la nacionalidad finlandesa si se presenta una solicitud que conduzca a la anulación antes de que hayan transcurrido cinco años desde el reconocimiento. La edad del niño y su conexión con Finlandia se tienen en cuenta en la toma de decisiones sobre estos casos.
Una persona puede perder la nacionalidad finlandesa adquirida mediante la solicitud si posteriormente se hace evidente que el solicitante había proporcionado información falsa o engañosa, o había ocultado información a las autoridades. Esta información debe ser de tal naturaleza que haya dado lugar al rechazo de la solicitud de naturalización. Las autoridades deben iniciar la demanda de privación de la nacionalidad antes de que hayan transcurrido cinco años de la naturalización. Después de este período, ya no se pueden tomar medidas.
Si una persona que también posee una nacionalidad extranjera ha sido condenada en Finlandia por una sentencia firme por un delito contra los intereses vitales de Finlandia de al menos cinco años de prisión o una sentencia combinada, pierde la nacionalidad finlandesa. También puede perder la ciudadanía una persona que haya sido condenada por haber participado en dicho delito. Una persona no puede perder su ciudadanía si era menor de 18 años en el momento en que se cometió el delito o si han transcurrido más de cinco años desde que la sentencia mencionada anteriormente ha pasado a ser firme.
Si bien es poco común perder la ciudadanía finlandesa, los beneficios de la misma para las personas que residen en el extranjero sin vínculos estrechos con Finlandia son escasos. Un ciudadano sin domicilio en Finlandia y sin domicilio municipal no tiene derecho a la seguridad social finlandesa, a la ayuda consular finlandesa en emergencias personales ni a los servicios de salud finlandeses. Los derechos restantes más importantes son el derecho absoluto a regresar a Finlandia, a votar en las elecciones nacionales, a tener un pasaporte finlandés, a trabajar en la Unión Europea sin los requisitos de visa de trabajo que enfrentan los ciudadanos extracomunitarios y a inscribirse en universidades escandinavas como ciudadanos de la Unión Europea (exención de tasas universitarias).  Además, todos los ciudadanos finlandeses tienen derecho a recibir protección consular de las misiones extranjeras finlandesas en caso de una crisis importante en el país donde se encuentren o en caso de arresto o encarcelamiento. Sin embargo, si un ciudadano finlandés también es ciudadano del país extranjero donde se encuentra, las misiones finlandesas en el mismo no actuarán en su nombre.

## Doble nacionalidad
Con efecto a partir del 1 de junio de 2003, un ciudadano finlandés que adquiera una ciudadanía extranjera no perderá la ciudadanía finlandesa.
Los exciudadanos finlandeses que perdieron la ciudadanía finlandesa antes de esta fecha (al naturalizarse en otro país) y también sus hijos, podían volver a adquirir la ciudadanía finlandesa mediante declaración. El plazo para la presentación de solicitudes finalizó el 31 de mayo de 2008.
Los cambios a la ley también significan que los extranjeros que buscan la naturalización como ciudadanos finlandeses no necesitan renunciar a su antigua ciudadanía. Pueden retenerla si la ley del otro país les permite hacerlo.
A partir del 1 de mayo de 2019, las personas con doble ciudadanía pueden ser privadas de su ciudadanía finlandesa si son condenadas por delitos graves que pueden llevar a ocho años de prisión. Algunos ejemplos de ello son el terrorismo, la traición, la toma de rehenes, el tráfico de personas, la incitación a la guerra y el espionaje. La decisión de cancelar la ciudadanía finlandesa la tomará el Servicio de Inmigración. La ley no es retroactiva y, por lo tanto, no incluye a las personas con ciudadanía finlandesa que se hayan unido al Estado Islámico.
A principios de 2022, el Partido de los Finlandeses pidió la abolición de la doble ciudadanía en Finlandia. Unos meses más tarde, un parlamentario del Partido Coalición Nacional pidió una ley que prohibiera a los ciudadanos finlandeses no nativos o con doble nacionalidad ocupar puestos vitales para la seguridad nacional, incluidos agentes de policía. Sin embargo, más tarde retiraría el proyecto de ley.

## Ciudadanía de la Unión Europea
Debido a que Finlandia forma parte de la Unión Europea (UE), los ciudadanos finlandeses también son ciudadanos de la misma según el derecho comunitario y, por lo tanto, gozan del derecho a la libre circulación y de la posibilidad de votar en las elecciones al Parlamento Europeo. Cuando se encuentren en un país extracomunitario, en el cual no exista ninguna embajada finlandesa, tienen derecho a obtener la protección consular de la embajada de cualquier otro Estado miembro de la UE presente en ese país. También pueden vivir y trabajar en cualquier otro país miembro como resultado del derecho de libre circulación y residencia, otorgado en el artículo 21 del Tratado de Funcionamiento de la Unión Europea.

## Requisitos de visado

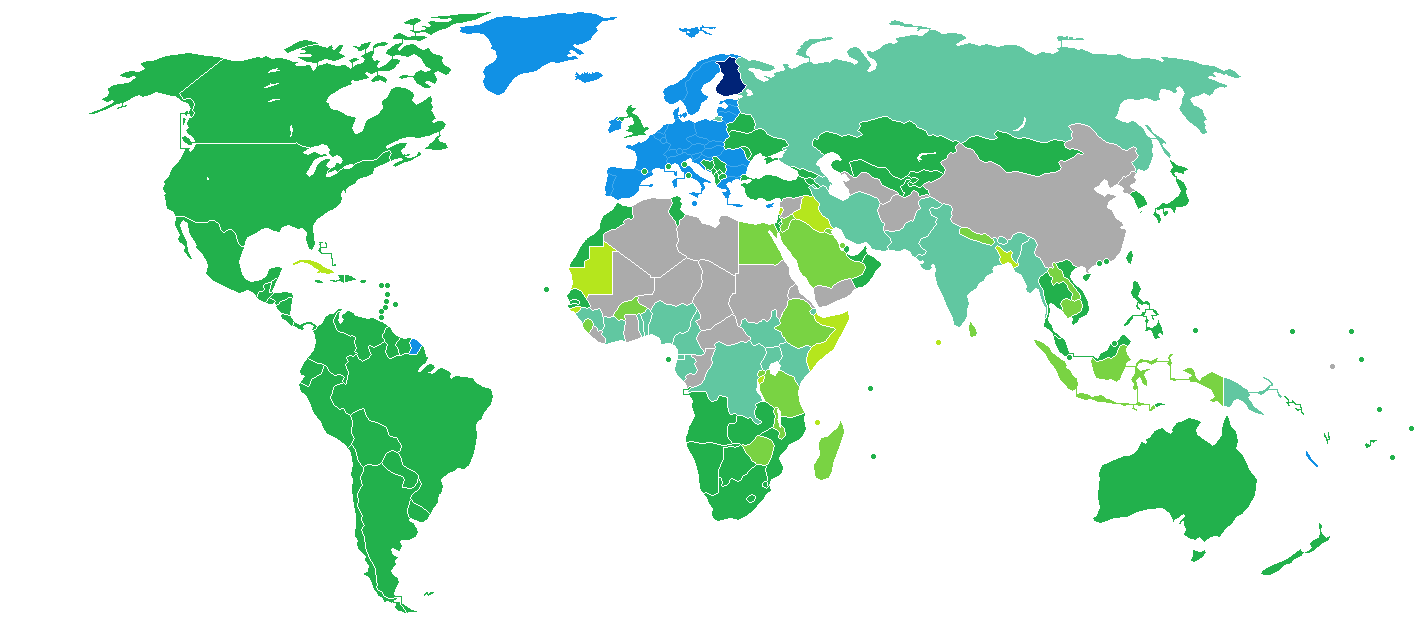
Finlandia
Libre movimiento
No se requiere visa
Visa a la llegada
Visa electrónica
Visa disponible tanto a la llegada como en línea
Se requiere visa antes de la llegada

Los requisitos de visado para ciudadanos finlandeses son las restricciones administrativas de entrada por parte de las autoridades de otros Estados a los ciudadanos de Finlandia. En 2023, los ciudadanos finlandeses tenían acceso sin visado o visa a la llegada a 191 países y territorios, clasificando al pasaporte finlandés en el tercer lugar del mundo, según el Índice de restricciones de Visa.